# Walt Disney Pictures
Walt Disney Pictures, còn được gọi là Disney Live Action, là một xưởng sản xuất phim của Mỹ và là công ty con của Walt Disney Studios, thuộc sở hữu của Công ty Walt Disney. Hãng phim này là nhà sản xuất hàng đầu của phim người đóng trong đơn vị Walt Disney Studios, và có trụ sở tại Walt Disney Studios ở Burbank, California. Các bộ phim hoạt hình do Walt Disney Animation Studios và Pixar Animation Studios sản xuất cũng được phát hành dưới biểu ngữ của hãng phim. Walt Disney Studios Motion Pictures phân phối và tiếp thị các bộ phim do Walt Disney Pictures sản xuất.
Disney bắt đầu sản xuất phim người thật đóng vào những năm 1950, dưới cái tên chung của công ty, Walt Disney Productions . Bộ phận live-action lấy tên hợp nhất hiện tại là Walt Disney Pictures vào năm 1983, khi Disney tổ chức lại toàn bộ bộ phận studio của mình; trong đó bao gồm việc tách khỏi bộ phận hoạt hình nổi bật và việc tạo ra Touchstone Pictures sau đó ; một bộ phận chị em chịu trách nhiệm sản xuất những bộ phim dành cho người trưởng thành không phù hợp để phát hành thông qua Walt Disney Pictures. Vào cuối thập kỷ đó, kết hợp với sản lượng của Touchstone, Walt Disney Pictures đã nâng Walt Disney Studios lên thành một trong những hãng phim lớn của Hollywood.
Walt Disney Pictures hiện là một trong năm xưởng phim người đóng trong Walt Disney Studios, những xưởng khác là 20th Century Studios, Marvel Studios, Lucasfilm và Searchlight Pictures. Bản làm lại năm 2019 của Vua sư tử là phim có doanh thu cao nhất của hãng phim trên toàn cầu với 1,6 tỷ đô la, và Cướp biển vùng Caribe là loạt phim thành công nhất của hãng, với năm phần phim thu về tổng doanh thu phòng vé trên 4,5 tỷ đô la trên toàn thế giới.

## Danh sách phim
Phim người thật đóng đầu tiên của hãng là Đảo kho báu (1950). Phim hoạt hình do Walt Disney Animation Studios và Pixar sản xuất cũng do Walt Disney Pictures phát hành. Hãng phim đã phát hành 4 bộ phim nhận được đề cử Giải Oscar cho Phim xuất sắc nhất: Mary Poppins (1964), Người đẹp và quái vật (1991), Vút bay (2009) và Câu chuyện đồ chơi 3 (2010).

### Phim được xếp hạng PG-13
Mặc dù Walt Disney Pictures duy trì hình ảnh thân thiện với gia đình, thường phát hành các bộ phim được xếp hạng G và PG , nhưng đôi khi hãng vẫn phát hành các bộ phim được xếp hạng PG-13, điều mà Touchstone Pictures đã có thể làm được cho đến khi đóng cửa vào năm 2016. Bộ phim đầu tiên được xếp hạng PG-13 do Walt Disney Pictures phát hành là Pirates of the Caribbean: The Curse of the Black Pearl. Ngoài ra, Tales from Earthsea, một bộ phim của Studio Ghibli, là bộ phim hoạt hình đầu tiên và duy nhất cho đến nay do Walt Disney Pictures phát hành nhận được xếp hạng này. Hamilton đáng chú ý vì là bộ phim đầu tiên của Walt Disney Pictures sử dụng câu " f*ck", mặc dù hai trường hợp của nó đã được kiểm duyệt để tránh bị xếp hạng R. Bản làm lại live-action năm 2020 của Mulan là live-action làm lại đầu tiên của Disney nhận được xếp hạng PG-13, sau đó Cruella cũng làm theo.
Các bộ phim do Walt Disney Pictures phát hành với xếp hạng PG-13 bao gồm:
- Cướp biển vùng Caribe: Lời nguyền của tàu Ngọc Trai Đen (2003)
- Cướp biển vùng Caribe: Chiếc rương tử thần (2006)
- Cướp biển vùng Caribe: Nơi tận cùng thế giới (2007)
- Tales from Earthsea (2010)
- Hoàng tử Ba Tư: Dòng cát thời gian (2010)
- Cướp biển vùng Caribe: Suối nguồn tươi trẻ (2011)
- John Carter (2012)
- Kỵ sĩ cô độc (2013)
- Cuộc giải cứu thần kỳ (2013)
- The Finest Hours (2016)
- Cướp biển vùng Caribe: Salazar báo thù (2017)
- Hamilton (2020)
- Hoa Mộc Lan (2020)
- Cruella (2021)
- Jungle Cruise: Thám hiểm rừng xanh (2021)
- The Beatles: Get Back – The Rooftop Concert (2022)

### Phim có doanh thu cao nhất
Walt Disney Pictures đã sản xuất năm bộ phim live-action thu về hơn 1 tỷ đô la tại các phòng vé trên toàn thế giới: Cướp biển vùng Caribe: Chiếc rương tử thần (2006), Alice ở xứ sở thần tiên (2010), Cướp biển vùng Caribe: Suối nguồn tươi trẻ (2011), Người đẹp và Quái vật (2017) và Aladdin (2019); và đã phát hành tám bộ phim hoạt hình đạt được cột mốc đó: Câu chuyện đồ chơi 3 (2010), Nữ hoàng băng giá (2013), Zootopia, Finding Dory (đều cùng 2016), Gia đinh siêu nhân 2 (2018), Vua sư tử, Câu chuyện đồ chơi 4 và Nữ hoàng băng giá II (đều cùng 2019).
| #  | Phim                                                           | Năm  | Doanh thu    |
| -- | -------------------------------------------------------------- | ---- | ------------ |
| 1  | Incredibles 2                                                  | 2018 | $608,581,744 |
| 2  | The Lion King                                                  | 2019 | $543,638,043 |
| 3  | Beauty and the Beast                                           | 2017 | $504,014,165 |
| 4  | Finding Dory                                                   | 2016 | $486,131,416 |
| 5  | Frozen II                                                      | 2019 | $477,373,578 |
| 6  | Toy Story 3                                                    | 2010 | $434,038,008 |
| 7  | Pirates of the Caribbean: Dead Man's Chest                     | 2006 | $423,315,812 |
| 8  | The Lion King‡                                                 | 1994 | $422,783,777 |
| 9  | Toy Story 4                                                    | 2019 | $415,004,880 |
| 10 | Frozen                                                         | 2013 | $400,738,009 |
| 11 | Finding Nemo‡                                                  | 2003 | $380,843,261 |
| 12 | The Jungle Book                                                | 2016 | $364,001,123 |
| 13 | Aladdin                                                        | 2019 | $356,258,912 |
| 14 | Inside Out                                                     | 2015 | $356,002,827 |
| 15 | Zootopia                                                       | 2016 | $342,268,248 |
| 16 | Alice in Wonderland                                            | 2010 | $334,191,110 |
| 17 | Pirates of the Caribbean: At World's End                       | 2007 | $309,420,425 |
| 18 | Pirates of the Caribbean: The Curse of the Black Pearl         | 2003 | $305,413,918 |
| 19 | Up                                                             | 2009 | $293,004,164 |
| 20 | The Chronicles of Narnia: The Lion, the Witch and the Wardrobe | 2005 | $291,710,957 |
| 21 | Monsters, Inc.‡                                                | 2001 | $289,916,256 |
| 22 | Toy Story 2‡                                                   | 1999 | $276,554,625 |
| 23 | Monsters University                                            | 2013 | $268,492,764 |
| 24 | The Incredibles                                                | 2004 | $261,441,092 |
| 25 | Moana                                                          | 2016 | $248,757,044 |

| #  | Phim                                                           | Năm  | Doanh thu      |
| -- | -------------------------------------------------------------- | ---- | -------------- |
| 1  | The Lion King                                                  | 2019 | $1,657,598,092 |
| 2  | Frozen II                                                      | 2019 | $1,450,026,933 |
| 3  | Frozen                                                         | 2013 | $1,280,802,282 |
| 4  | Beauty and the Beast                                           | 2017 | $1,264,521,126 |
| 5  | Incredibles 2                                                  | 2018 | $1,243,805,359 |
| 6  | Toy Story 4                                                    | 2019 | $1,073,394,593 |
| 7  | Toy Story 3                                                    | 2010 | $1,067,171,911 |
| 8  | Pirates of the Caribbean: Dead Man's Chest                     | 2006 | $1,066,179,725 |
| 9  | Aladdin                                                        | 2019 | $1,051,693,953 |
| 10 | Pirates of the Caribbean: On Stranger Tides                    | 2011 | $1,045,713,802 |
| 11 | Finding Dory                                                   | 2016 | $1,029,473,532 |
| 12 | Alice in Wonderland                                            | 2010 | $1,025,467,110 |
| 13 | Zootopia                                                       | 2016 | $1,024,641,447 |
| 14 | The Lion King‡                                                 | 1994 | $968,554,386   |
| 15 | The Jungle Book                                                | 2016 | $966,550,600   |
| 16 | Pirates of the Caribbean: At World's End                       | 2007 | $963,420,425   |
| 17 | Finding Nemo‡                                                  | 2003 | $940,335,536   |
| 18 | Inside Out                                                     | 2015 | $857,675,046   |
| 19 | Coco                                                           | 2017 | $807,139,032   |
| 20 | Pirates of the Caribbean: Dead Men Tell No Tales               | 2017 | $794,826,541   |
| 21 | Maleficent                                                     | 2014 | $758,410,378   |
| 22 | The Chronicles of Narnia: The Lion, the Witch and the Wardrobe | 2005 | $745,013,115   |
| 23 | Monsters University                                            | 2013 | $744,229,437   |
| 24 | Up                                                             | 2009 | $735,099,082   |
| 25 | Big Hero 6                                                     | 2014 | $657,827,828   |